# Ministre de la Défense (Irlande)
Pour l’article homonyme, voir Ministre de la Défense.
Le ministre de la Défense (en anglais : Minister for Defence, en irlandais : An Taire Cosanta) est le ministre chargé du département de la Défense en Irlande.
La fonction est occupée par Simon Harris depuis le 23 janvier 2025.

## Description
Le quartier général du département de la défense se trouve à Newbridge, dans le comté de Kildare. Le département est responsable des Forces de Défense irlandaises. La loi de 1924 sur les ministres et les secrétaires confie au ministre le titre supplémentaire de commandant en chef, en tant que président du Conseil de défense. La loi sur la défense de 1954 a supprimé ce titre à la suite de la reconstitution du Conseil de défense. Le président de l'Irlande, qui joue un rôle essentiellement cérémoniel, est considéré comme le commandant suprême des forces de défense. En pratique, le ministre agit au nom du président et rend compte au gouvernement irlandais. Le ministre de la Défense est conseillé par le Conseil de la défense sur les affaires du ministère.
De 1978 à 2020, le ministre de la Défense est assisté par un secrétaire d'État.

## Ministres de la Défense depuis 1919
- Ministres par intérim

| No. | Nom                               | Période           | Période           | Parti | Parti                |
| --- | --------------------------------- | ----------------- | ----------------- | ----- | -------------------- |
| 1.  | Richard Mulcahy (1re période)     | 22 janvier 1919   | 1er avril 1919    |       | Sinn Féin            |
| 2.  | Cathal Brugha                     | 1er avril 1919    | 9 janvier 1922    |       | Sinn Féin            |
|     | Richard Mulcahy (2e période)      | 10 janvier 1922   | 19 mars 1924      |       | Sinn Féin pro-traité |
| 3.  | William T. Cosgrave (par intérim) | 20 mars 1924      | 21 novembre 1924  |       | Sinn Féin pro-traité |
| 4.  | Peter Hughes                      | 21 novembre 1924  | 23 juin 1927      |       | Cumann na nGaedheal  |
| 5.  | Desmond FitzGerald                | 23 juin 1927      | 9 mars 1932       |       | Cumann na nGaedheal  |
| 6.  | Frank Aiken                       | 9 mars 1932       | 8 septembre 1939  |       | Fianna Fáil          |
| 7.  | Oscar Traynor (1re période)       | 8 septembre 1939  | 18 février 1948   |       | Fianna Fáil          |
| 8.  | Thomas F. O'Higgins               | 18 février 1948   | 7 mars 1951       |       | Fine Gael            |
| 9.  | Seán Mac Eoin (1re période)       | 7 mars 1951       | 13 juin 1951      |       | Fine Gael            |
|     | Oscar Traynor (2e période)        | 13 juin 1951      | 2 juin 1954       |       | Fianna Fáil          |
|     | Seán Mac Eoin (2e période)        | 2 juin 1954       | 20 mars 1957      |       | Fine Gael            |
| 10. | Kevin Boland                      | 20 mars 1957      | 11 October 1961   |       | Fianna Fáil          |
| 11. | Gerald Bartley                    | 11 October 1961   | 21 avril 1965     |       | Fianna Fáil          |
| 12. | Michael Hilliard                  | 21 avril 1965     | 2 juillet 1969    |       | Fianna Fáil          |
| 13. | Jim Gibbons                       | 2 juillet 1969    | 9 mai 1970        |       | Fianna Fáil          |
| 14. | Jerry Cronin                      | 9 mai 1970        | 14 mars 1973      |       | Fianna Fáil          |
| 15. | Paddy Donegan                     | 14 mars 1973      | 2 décembre 1976   |       | Fine Gael            |
| 16. | Liam Cosgrave (par intérim)       | 2 décembre 1976   | 16 décembre 1976  |       | Fine Gael            |
| 17. | Oliver J. Flanagan                | 16 décembre 1976  | 5 juillet 1977    |       | Fine Gael            |
| 18. | Bobby Molloy                      | 5 juillet 1977    | 11 décembre 1979  |       | Fianna Fáil          |
| 19. | Pádraig Faulkner                  | 12 décembre 1979  | 15 October 1980   |       | Fianna Fáil          |
| 20. | Sylvester Barrett                 | 15 October 1980   | 30 juin 1981      |       | Fianna Fáil          |
| 21. | James Tully                       | 30 juin 1981      | 9 mars 1982       |       | Travailliste         |
| 22. | Paddy Power                       | 9 mars 1982       | 14 décembre 1982  |       | Fianna Fáil          |
| 23. | Patrick Cooney                    | 14 décembre 1982  | 14 février 1986   |       | Fine Gael            |
| 24. | Paddy O'Toole                     | 14 février 1986   | 10 mars 1987      |       | Fine Gael            |
| 25. | Michael J. Noonan                 | 10 mars 1987      | 12 juillet 1989   |       | Fianna Fáil          |
| 26. | Brian Lenihan                     | 12 juillet 1989   | 31 October 1990   |       | Fianna Fáil          |
| 27. | Charles Haughey (par intérim)     | 1er novembre 1990 | 5 février 1991    |       | Fianna Fáil          |
| 28. | Brendan Daly                      | 5 février 1991    | 14 novembre 1991  |       | Fianna Fáil          |
| 29. | Vincent Brady                     | 14 novembre 1991  | 11 février 1992   |       | Fianna Fáil          |
| 30. | John Wilson                       | 11 février 1992   | 12 janvier 1993   |       | Fianna Fáil          |
| 31. | David Andrews (1re période)       | 12 janvier 1993   | 15 décembre 1994  |       | Fianna Fáil          |
| 32. | Hugh Coveney                      | 15 décembre 1994  | 23 mai 1995       |       | Fine Gael            |
| 33. | Seán Barrett                      | 23 mai 1995       | 26 juin 1997      |       | Fine Gael            |
|     | David Andrews (2e période)        | 26 juin 1997      | 8 October 1997    |       | Fianna Fáil          |
| 34. | Michael Smith                     | 8 October 1997    | 29 septembre 2004 |       | Fianna Fáil          |
| 35. | Willie O’Dea                      | 29 septembre 2004 | 18 février 2010   |       | Fianna Fáil          |
| 36. | Brian Cowen (par intérim)         | 18 février 2010   | 23 mars 2010      |       | Fianna Fáil          |
| 37. | Tony Killeen                      | 23 mars 2010      | 19 janvier 2011   |       | Fianna Fáil          |
| 38. | Éamon Ó Cuív                      | 20 janvier 2011   | 9 mars 2011       |       | Fianna Fáil          |
| 39. | Alan Shatter                      | 9 mars 2011       | 7 mai 2014        |       | Fine Gael            |
| 40. | Enda Kenny (par intérim)          | 7 mai 2014        | 11 juillet 2014   |       | Fine Gael            |
| 41. | Simon Coveney                     | 11 juillet 2014   | 6 mai 2016        |       | Fine Gael            |
|     | Enda Kenny                        | 6 mai 2016        | 14 juin 2017      |       | Fine Gael            |
| 42. | Leo Varadkar                      | 14 juin 2017      | 27 juin 2020      |       | Fine Gael            |
| 43. | Simon Coveney                     | 27 juin 2020      | 17 décembre 2022  |       | Fine Gael            |
| 37. | Micheál Martin                    | 17 décembre 2022  | 23 janvier 2025   |       | Fianna Fáil          |
| 38. | Simon Harris                      | 23 janvier 2025   | en cours          |       | Fine Gael            |